# Alpii Dinarici

Muntenegru - Schiță morfologică și geologică

Alpii Dinarici (în croată Dinarsko gorje, în sârbă Динарско горје, în slovenă Dinarsko gorstvo) reprezintă un sistem montan situat în sudul Europei în Peninsula Balcanică. Ocupă partea vestică a acestei peninsule. Acoperă mai multe țări, de la nord la sud: Slovenia, Croația, Bosnia-Herțegovina, Serbia, Muntenegru și Albania.
Se întinde pe aproape 650 km de-a lungul țărmului Mării Adriatice, din nord de la Alpii Iulieni până în sud, la masivul Šar-Korab. Partea cea mai înaltă se găsește la granița dintre Muntenegru și Albania în masivul Prokletije, având 2.692 m, în Vârful Jezerski (în sârbă) sau Jezercë (în albaneză). Sunt acoperiți cu vegetație variată, de la păduri la pajiști alpine și subalpine. O caracteristică importantă o constituie prezența vegetației de tip mediteranean. Din cauza apropierii ariei de minimă presiune existentă deasupra Mării Mediterane, precipitațiile sunt foarte bogate, printre cele mai ridicate cantitativ din Europa. În partea de nord-vest, pe teritoriul Sloveniei și Croației, pe versanții vestici, cantitatea de precipitații poate fi în unii ani de 4000 mm.
Alpii Dinarici cuprind una dintre cele mai întinse și mai accidentate regiuni montane din Europa. Sunt alcătuiți în principal din formațiuni petrografice mezozoice și terțiare, în special dolomite, calcare, gresii și conglomerate. Toată regiunea a fost cutată în Terțiar, formând un sistem de cute paralele, ce se reflectă și în aliniamentul de culmi și văi și depresiuni.
În Cuaternar vârfurile de peste 2000 m au fost acoperite de ghețari și afectate de modelarea glaciară. Local, în funcție de condiții, ghețarii s-au putut forma și la altitudini mai reduse.
Formele de relief cele mai răspândite sunt cele carstice. Pe cuprinsul acestor munți pot fi întâlnite mai multe depresiuni carstice închise de mari dimensiuni de felul poliilor.
În partea de nord se află Podișul Karst cunoscut prin faptul că de la numele lui derivă termenul de relief carstic, specific zonelor calcaroase cu numeroase forme de relief formate prin procesul de dizolvare.